# Vuohijärvi
Le lac Vuohijärvi (finnois : Vuohijärvi) est un grand lac à Kouvola et Mäntyharju en Finlande,.

## Présentation
Le lac est situé à Kouvola  (dans les anciennes municipalités de Jaala et  Valkeala) et à Mäntyharju.
Il a une superficie de 86,24 kilomètres carrés et une altitude de 77 mètres.